# 第87屆奧斯卡金像獎
第87屆奧斯卡金像獎是美国电影艺术与科学学会為表彰2014年度傑出電影所頒發的獎項，頒獎典禮訂於2015年2月22日下午5:30 PST（下午8:30 EST / 01:30 UTC）在加州洛杉矶好莱坞的杜比剧院舉行。在儀式上，由美國電影藝術與科學學院頒發24大類的奧斯卡金像獎。頒獎典禮由美國廣播公司轉播，節目製作由尼爾·梅隆和奎格·賈丹及導演哈密什·汉弥尔顿。演員尼爾·柏德烈·夏里斯生涯第一次主持奧斯卡頒獎典禮。
在相關事件中，美國影藝學院第六屆理事会奖於2014年11月8日好萊塢高地娛樂廣場舉辦宴會儀式。另外在2015年2月7日於比佛利山的比佛利山庄酒店中，由瑪格·羅比和麥爾斯·泰勒頒發本屆奧斯卡科技成果獎。

## 入圍名單
第87屆奧斯卡金像獎入圍名單於2015年1月15日，在加州比佛利山庄酒店的塞缪尔·戈尔德温剧院，由影視學院主席、導演J·J·亞柏拉罕與艾方索·柯朗，以及共同克里斯·潘恩公布。《鳥人》與《布達佩斯大飯店》並列本屆最多九項提名。
在2014年2月22日的頒獎典禮上獲獎名單公佈。自2014年所有的角逐最佳影片的電影至少會提名一項其他類別獎項，並在2009年該學院擴大了每部參賽影片超過五項類別提名。以致於首次發生最佳影片獲得多項奧斯卡獎的情況，因此阿利安卓·崗札雷·伊納利圖成為了墨西哥導演提名最多項的冠軍，打破之前艾方索·柯朗的《地心引力》獲獎紀錄。使得該片的攝影師艾曼纽尔·卢贝兹基成為了連續兩屆最佳攝影獎得主，分別以《鳥人》和《地心引力》獲得殊榮 ，是第二位墨西哥獲獎者。本屆最佳外語片獎得主《修女伊达》，是自1963年第10部由波蘭提交的入圍最佳外片獎，並且是首次獲獎。

### 獎項

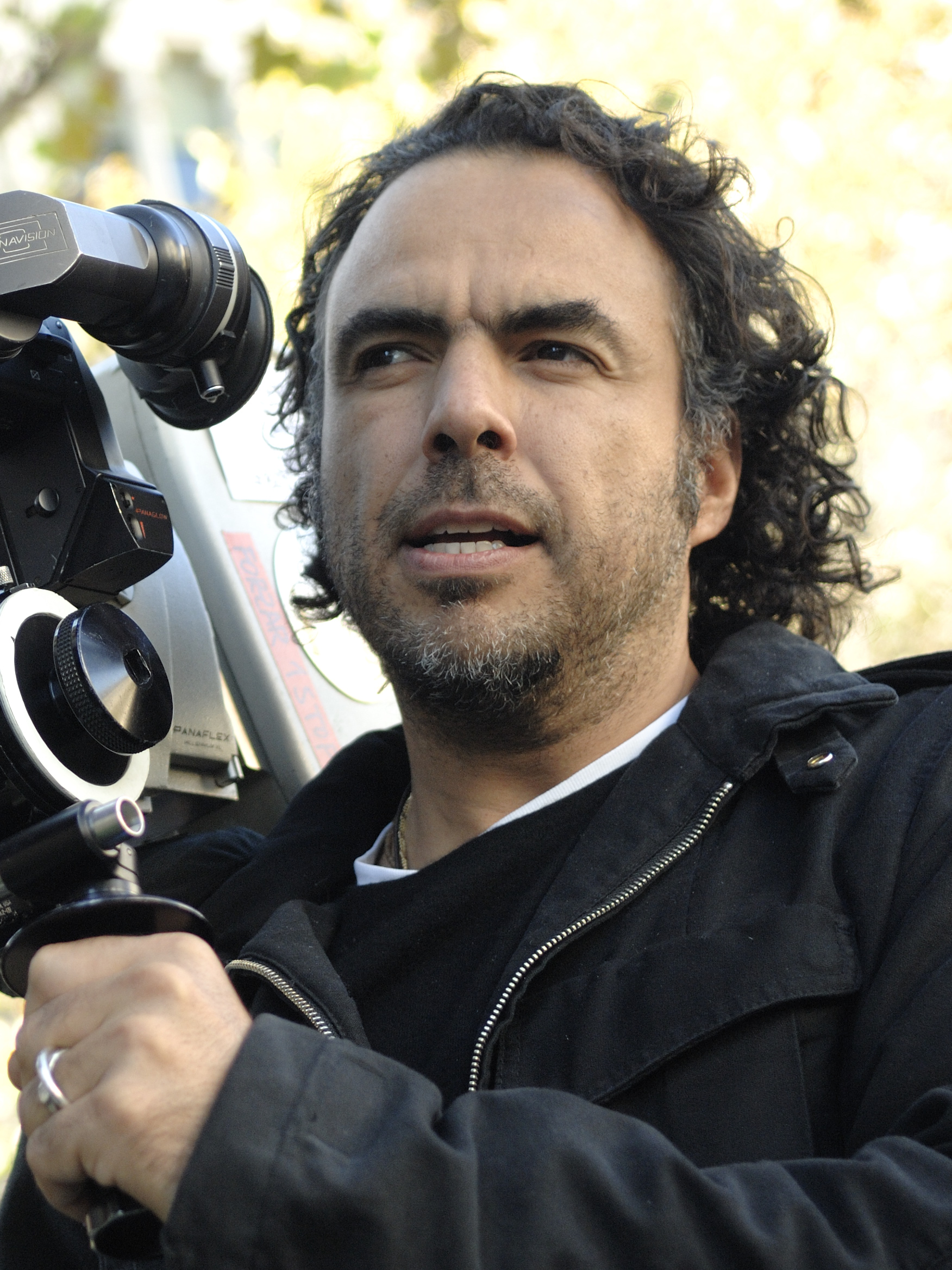
阿利安卓·崗札雷·伊納利圖，最佳影片，最佳導演和最佳原創劇本得主

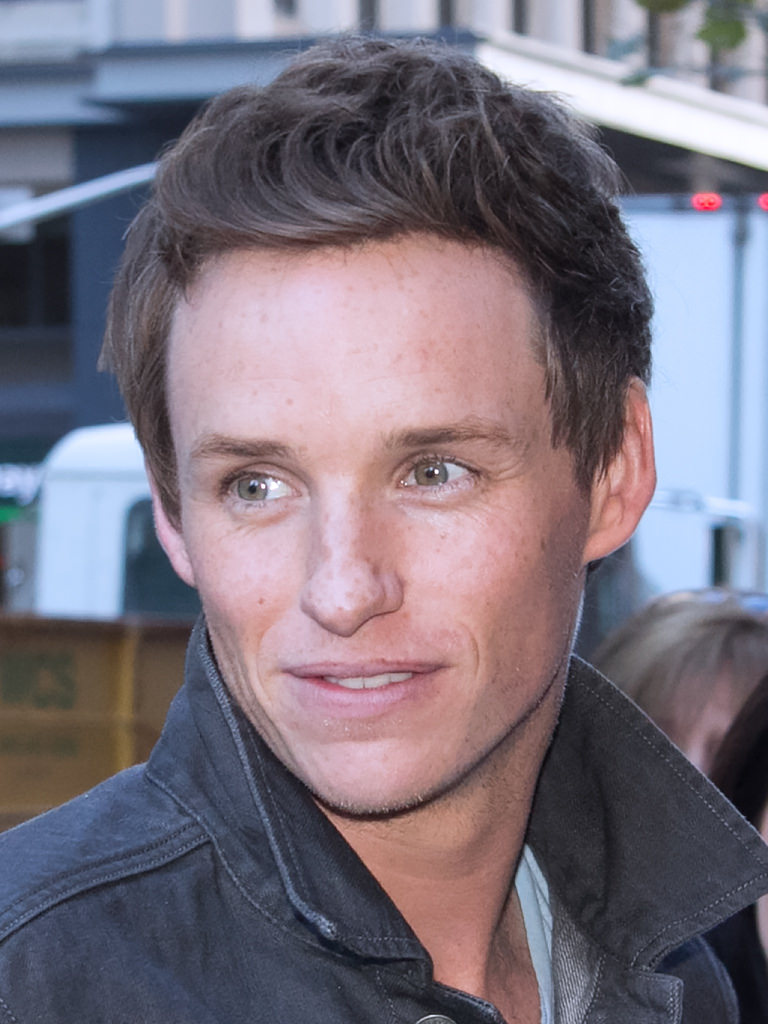
埃迪·雷德梅尼，最佳男主角得主

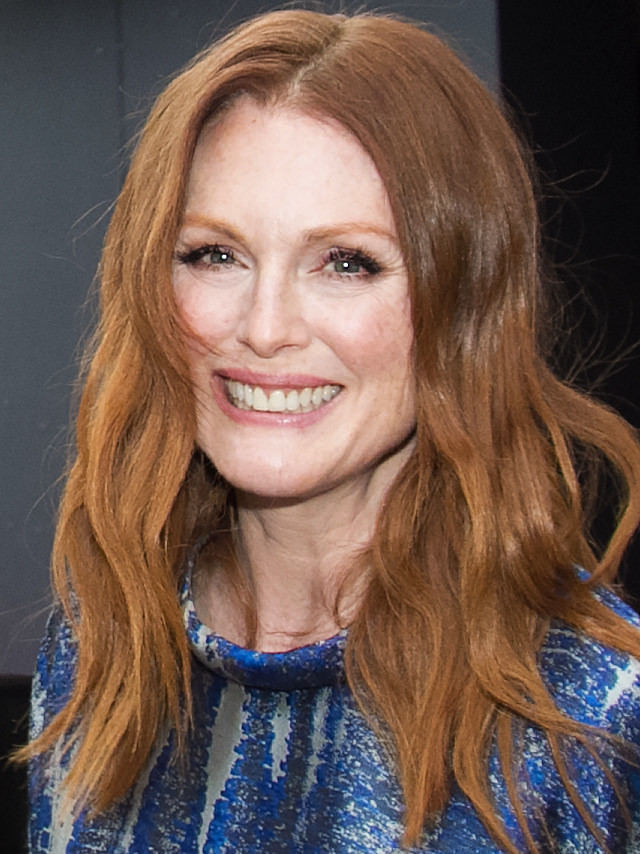
茱莉安·摩爾，最佳女主角得主

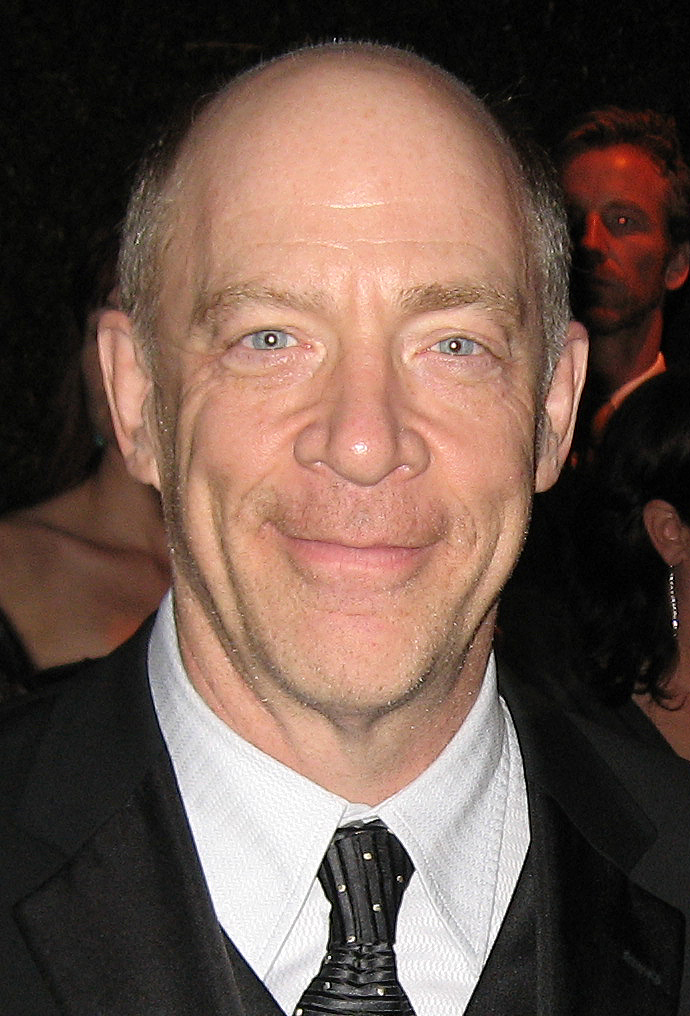
J·K·西蒙斯，最佳男配角得主

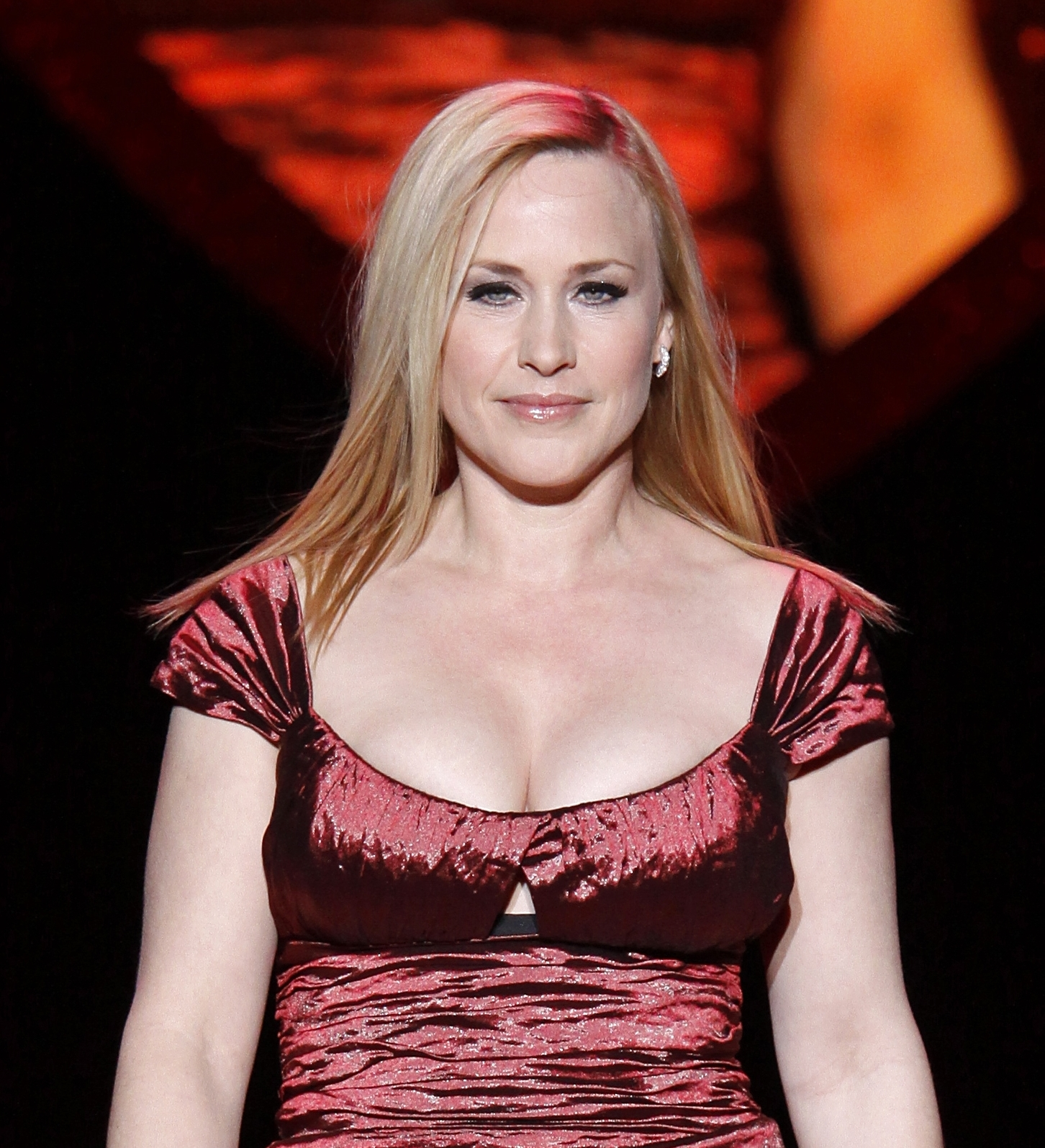
帕特里夏·阿奎特，最佳女配角得主

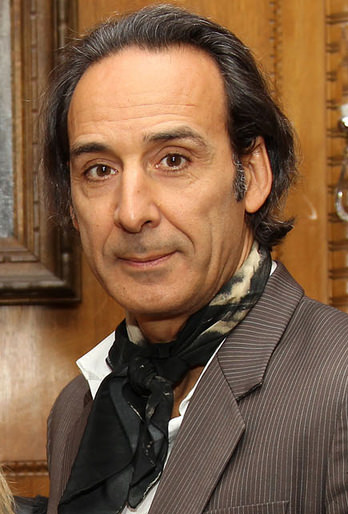
亞歷山大·戴斯培，最佳原創配樂得主

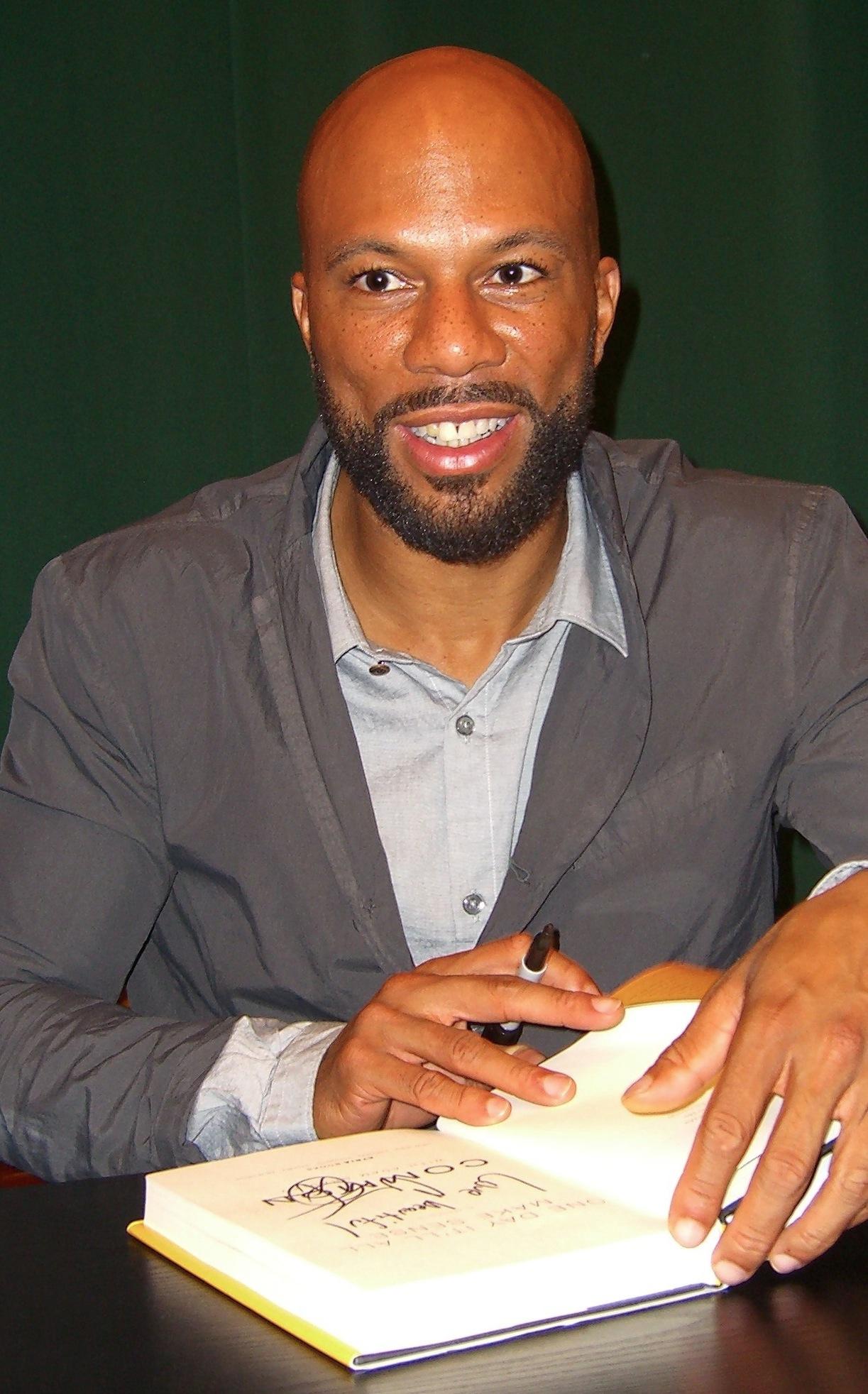
凡夫俗子，最佳原創歌曲共同得主

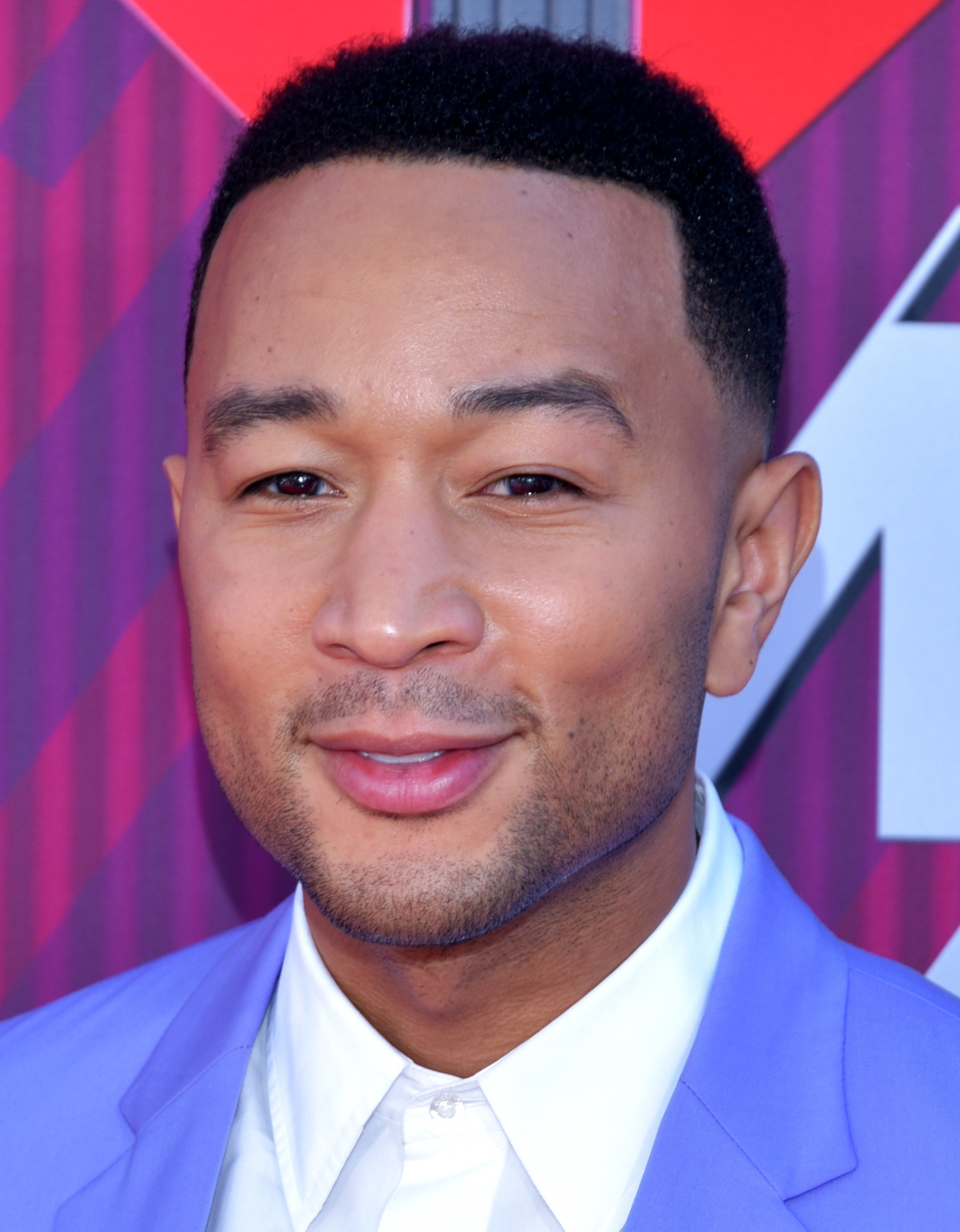
約翰·傳奇，最佳原創歌曲共同得主

注：获奖者以标示。
| 最佳影片 | 最佳外语片 |
| --- | --- |
| - 《鳥人》 - 《年少時代》 - 《塞尔玛游行》 - 《模仿游戏》 - 《愛的萬物論》 - 《爆裂鼓手》 - 《美國狙擊手》 - 《歡迎來到布達佩斯大飯店》 | - 《修女伊达》（ 波蘭） - 《纏繞之蛇》（ 俄羅斯） - 《生命中最抓狂的小事》（ 阿根廷） - 《在地圖結束的地方》（ 毛里塔尼亚） - 《》（ 爱沙尼亚） |
| 最佳纪录片 | 最佳动画长片 |
| - 《第四公民》 - 《寻找薇薇安·迈尔》 - 《在越南最後的日子》 - 《薩爾加多的凝視》 - 《維龍加》 | - 《大英雄天團》 - 《怪怪箱》 - 《馴龍高手2》 - 《海洋幻想曲》 - 《輝耀姬物語》 |
| 最佳真人短片 | 最佳纪录短片 |
| - 《自殺熱線》 - 《Aya》 - 《Boogaloo and Graham》 - 《酥油灯》 - 《Parvaneh》 | - 《危機熱線 (電影)》 - 《Joanna》 - 《Our Curse》 - 《The Reaper (La Parka)》 - 《White Earth》 |
| 最佳动画短片 | 最佳导演 |
| - 《美味盛宴》 - 《The Bigger Picture》 - 《The Dam Keeper》 - 《Me and My Moulton》 - 《A Single Life》 | - 阿利安卓·崗札雷·伊納利圖－《鳥人》 - 理查德·林克莱特－《年少時代》 - 班奈特·米勒－《暗黑冠軍路》 - 魏斯·安德森－《歡迎來到布達佩斯大飯店》 - 莫腾·泰杜姆－《模仿游戏》 |
| 最佳男主角 | 最佳女主角 |
| - 艾迪·瑞德曼 – 《愛的萬物論》 - 班奈狄克·康柏拜區 – 《模仿游戏》 - 布萊德利·古柏 – 《美國狙擊手》 - 史提夫·加維 – 《暗黑冠軍路》 - 米高·基頓 – 《鳥人》 | - 茱莉安·摩爾 – 《我想念我自己》 - 瑪莉安·歌迪雅 – 《兩天一夜》 - 麗絲·韋花絲潘 – 《走出荒野》 - 羅莎蒙·派克 – 《消失的愛人》 - 費莉絲蒂·瓊斯 – 《愛的萬物論》 |
| 最佳男配角 | 最佳女配角 |
| - J·K·西蒙斯 – 《爆裂鼓手》 - 勞勃·杜瓦 – 《大法官》 - 伊森·霍克 – 《年少時代》 - – 《鳥人》 - 馬克·魯法洛 – 《暗黑冠軍路》 | - 帕特里夏·阿奎特 – 《年少時代》 - 蘿拉·鄧恩 – 《走出荒野》 - 姬拉·麗莉 – 《模仿游戏》 - 艾瑪·史東 – 《鳥人》 - 梅麗·史翠普 – 《魔法黑森林》 |
| 最佳原创剧本 | 最佳改编剧本 |
| - 《鳥人》－ 阿利安卓·崗札雷·伊納利圖、 - 《年少时代》－理查德·林克莱特 - 《暗黑冠軍路》－ E·馬克斯·弗萊、丹·福特曼 - 《歡迎來到布達佩斯大飯店》－ 魏斯·安德森、烏戈·吉尼斯 - 《夜行者》－ | - 《模仿游戏》－ 格雷厄姆·摩爾，改編自安德魯·霍奇斯的《艾倫‧圖靈傳》 - 《美國狙擊手》－ 賈森·霍爾，改編自克里斯·凱爾的《美國狙擊手》 - 《爆裂鼓手》－ ，改編自他的同名短片《進擊的鼓手 (2013)》 - 《性本恶》－ 保羅·湯瑪斯·安德森，改編自托马斯·品钦的《固有瑕疵》 - 《愛的萬物論》－ 安東尼·麥卡騰，改編自珍·王爾德·霍金的《航向無限：我與霍金的日子》 |
| 最佳摄影 | 最佳剪辑 |
| - 《鳥人》 – 艾曼纽尔·卢贝兹基 - 《歡迎來到布達佩斯大飯店》 – 罗伯特·耶欧曼 - 《依達的抉擇》 – 盧卡茲·查爾和里萨德·列克维斯基 - 《透納先生》 – 狄克·波普 - 《坚不可摧》 – 罗杰·狄金斯 | - 《爆裂鼓手》 – 湯姆·克羅斯 - 《美國狙擊手》 – 乔尔·考克斯、蓋瑞·D·羅奇 - 《布達佩斯大飯店》 – 巴尼·皮林 - 《年少时代》 – 珊卓·艾戴兒 - 《模仿游戏》 – 威廉·戈登伯格 |
| 最佳原创音乐 | 最佳原创歌曲 |
| - 《歡迎來到布達佩斯大飯店》-亚历山大·德斯普拉 - 《星際穿越》-漢斯·季默 - 《特纳先生》- - 《模仿游戏》-亚历山大·德斯普拉 - 《愛的萬物論》-约翰·约翰森 | - “Glory” – 《逐夢大道》 - “太樂搞了” – 《樂高玩電影》 - “Grateful” – 《灯光之外》 - “我不會想念你” – 《葛連·坎貝爾：我還是我》 - “迷失的星星” – 《曼哈頓戀習曲》 |
| 最佳音效剪辑 | 最佳音响效果 |
| - 《美國狙擊手》 – 、 - 《星際穿越》 – 理查德·金 - 《哈比人：五軍之戰》 – 布倫特·比爾格、傑森卡·諾瓦斯 - 《鳥人》 – 馬丁·埃爾南德斯、亞倫‧葛拉斯寇克 - 《坚不可摧》 – 貝基·沙利文、安德魯·德克里斯托法洛 | - 《爆裂鼓手》 – 、 - 《星際穿越》 – 蓋瑞·A·洛區、格雷格·兰德克、马克·韦恩加滕 - 《美國狙擊手》 – 約翰·賴茨、格雷格·鲁德洛夫、沃爾特·馬丁 - 《鳥人》 – 喬恩·泰勒、弗兰克·蒙塔诺、托馬斯·瓦爾加 - 《坚不可摧》 – 喬恩·泰勒、弗蘭克·A·蒙塔諾、大衛·李 |
| 最佳化妝與髮型設計獎 | 最佳服装设计 |
| - 《歡迎來到布達佩斯大飯店》 – 、馬克·古利亞 - 《暗黑冠軍路》 – 比爾·歌素、丹尼斯·利特 - 《星際異攻隊》 – 伊利莎伯·恩尼-佐祖、大衛·懷特 | - 《歡迎來到布達佩斯大飯店》 – 米蘭拉·坎農諾 - 《性本恶》 – 馬克·布里奇斯 - 《魔法黑森林》 – 柯琳·艾特伍 - 《黑魔女：沉睡魔咒》 – 、珍·奇里夫 - 《透納先生》 – |
| 最佳艺术设计 | 最佳视觉效果 |
| - 《歡迎來到布達佩斯大飯店》 – （場景設計）、安娜·平诺克 （佈景裝飾） - 《模仿游戏》 – 瑪麗亞·久尔科维奇（場景設計）、塔蒂亞娜·麥克唐納（佈景裝飾） - 《星際穿越》 – 內森·克勞利（場景設計）、蓋瑞·費迪斯（佈景裝飾） - 《魔法黑森林》 – 丹尼斯·加斯納（場景設計）、安娜·平诺克（佈景裝飾） - 《透納先生》 – 蘇西·戴維斯（場景設計）、夏洛特·沃茨（佈景裝飾） | - 《星際穿越》 – 、 - 《美國隊長2：酷寒戰士》 – 丹·德里伍、罗素·厄尔、布萊恩·葛理渥、丹·萨迪克 - 《猿人爭霸戰：猩凶崛起》 – 喬·萊特里、丹·萊蒙、丹尼爾·巴雷特、保羅·科博尔德 - 《銀河守護隊》 – 斯特凡·塞勒缇、尼可拉斯·阿薩迪、喬納森·福克納、保羅·考邦德 - 《X戰警：未來昔日》 – 理查德·斯坦默斯、羅·皮克拉、蒂姆·克羅斯比、卡麥隆‧瓦德堡             |

### 榮譽獎項

#### 学院荣誉奖
2014年8月28日，学院颁发第六届理事奖，首届理事奖于2009年11月14日颁发。得奖名单如下
- 宫崎骏
- 瑪琳·奧哈拉
- 让-克洛德·卡里埃

#### 简·赫尔索特人道精神奖
- 哈里·貝拉方特

#### 戈登·E·索耶獎
- 大衛·W·格雷

### 多項提名與獲獎
| 提名數 | 片名           |
| ------ | -------------- |
| 9      | 鳥人           |
| 9      | 布達佩斯大飯店 |
| 8      | 模仿游戏       |
| 6      | 美國狙擊手     |
| 6      | 年少时代       |
| 5      | 暗黑冠軍路     |
| 5      | 星際穿越       |
| 5      | 愛的萬物論     |
| 5      | 爆裂鼓手       |
| 4      | 特纳先生       |
| 3      | 魔法黑森林     |
| 3      | 坚不可摧       |
| 2      | 銀河守護隊     |
| 2      | 修女伊达       |
| 2      | 性本恶         |
| 2      | 塞尔玛游行     |
| 2      | 走出荒野       |

| 獲獎數 | 片名           |
| ------ | -------------- |
| 4      | 鳥人           |
| 4      | 布達佩斯大飯店 |
| 3      | 爆裂鼓手       |

## 頒獎及表演嘉賓名單
註：下列个人及团体按出场顺序排列。

### 頒獎嘉賓
| 姓名                            | 角色                                                           |
| ------------------------------- | -------------------------------------------------------------- |
| 赛德琳·福克斯                   | 典礼播报员                                                     |
| 露琵塔·尼詠歐                   | 颁发最佳男配角獎                                               |
| 连姆·尼森                       | 介绍最佳影片提名电影《布达佩斯大饭店》和《美国狙击手》         |
| 达科塔·约翰逊                   | 介绍最佳原创歌曲提名作品“迷失的星星”                           |
| 詹妮弗·洛佩兹 克里斯·潘恩       | 颁发最佳服装设计奖                                             |
| 瑞茜·威瑟斯彭                   | 颁发最佳化妝與髮型設計獎                                       |
| 查尼·泰坦                       | 介绍“奥斯卡之队”大赛六名优胜者                                 |
| 切瓦特·埃加福特 妮可·基德曼     | 颁发最佳外语片                                                 |
| 莎莉·麦克琳                     | 介绍最佳影片提名电影《年少时代》、《万物理论》和《鸟人》       |
| 玛丽昂·歌迪亚                   | 介绍最佳原创歌曲提名作品“太樂搞了”                             |
| 杰森·贝特曼 凯莉·华盛顿         | 颁发最佳实景短片和最佳纪录短片                                 |
| 维奥拉·戴维斯                   | 介绍学院荣誉奖                                                 |
| 格温妮丝·帕特罗                 | 介绍最佳原创歌曲提名作品《我不會想念你》                       |
| 玛格特·罗比 迈尔斯·特勒         | 介绍科技成果奖和戈登·E·索耶奖                                  |
| 克里斯·埃文斯 西耶娜·米勒       | 颁发最佳音响效果和最佳音效剪辑奖                               |
| 杰瑞德·莱托                     | 颁发最佳女配角奖                                               |
| 乔什·哈切森                     | 介绍最佳原创歌曲提名作品“Grateful”                             |
| 安塞尔·埃尔格特 科洛·莫瑞兹     | 颁发最佳视觉效果奖                                             |
| 安娜·肯德里克 凯文·哈特         | 颁发最佳动画短片奖                                             |
| 道恩·强森 佐伊·索尔达娜         | 颁发最佳动画片奖                                               |
| （学院主席）                    | 鸣谢                                                           |
| 克里斯·普瑞特 菲丽希缇·琼斯     | 颁发最佳艺术指导奖                                             |
| 杰西卡·查斯坦 伊德瑞斯·艾尔巴   | 颁发最佳摄影奖                                                 |
| 梅丽尔·斯特里普                 | 主持“纪念”环节                                                 |
| 本尼迪克特·康伯巴奇 妮奥米·瓦兹 | 颁发最佳剪辑奖                                                 |
| 泰伦斯·霍华德                   | 介绍最佳影片提名电影《爆裂鼓手》、《模仿游戏》和《塞尔玛游行》 |
| 詹妮弗·安妮斯顿 大卫·奥伊罗     | 颁发最佳纪录片奖                                               |
| 奥克塔维亚·斯宾塞               | 介绍最佳原创歌曲提名作品“Glory”                                |
| 伊迪娜·门泽尔 约翰·特拉沃尔塔   | 颁发最佳原创歌曲奖                                             |
| 斯嘉丽·约翰逊                   | 介绍纪念《音乐之声》上映50周年纪念环节                         |
| 朱莉·安德鲁斯                   | 颁发最佳原创音乐奖                                             |
| 埃迪·墨菲                       | 颁发最佳原创剧本奖                                             |
| 奥普拉·温弗瑞                   | 颁发最佳改编剧本奖                                             |
| 本·阿弗莱克                     | 颁发最佳导演奖                                                 |
| 凯特·布兰切特                   | 颁发最佳男主角奖                                               |
| 马修·麦康纳                     | 颁发最佳女主角奖                                               |
| 西恩·潘                         | 颁发最佳影片奖                                                 |

### 表演嘉賓
| 姓名                                                          | 角色      | 表演                                                 |
| ------------------------------------------------------------- | --------- | ---------------------------------------------------- |
| Stephen Oremus                                                | 編曲 指挥 | 管弦乐                                               |
| 傑克·布萊克 尼爾·柏德烈·夏里斯 安娜·姬妲妮                    | 表演者    | 開場表演時的「Moving Pictures」                      |
| Maroon 5                                                      | 表演者    | “迷失的星星”- 曼哈頓戀習曲                           |
| 威尔·阿奈特 Questlove 泰根與莎拉 寂寞孤島樂團 马克·马瑟斯鲍夫 | 表演者    | “一切太棒了”- 樂高玩電影                             |
| 提姆·麥克羅                                                   | 表演者    | “我不會想念你”- Glen Campbell: I'll Be Me            |
| 瑞塔·奥拉                                                     | 表演者    | “Grateful”- 灯光之外                                 |
| 珍妮佛·哈德遜                                                 | 表演者    | “我不能放手”在一年一度的悼念致敬                     |
| 約翰傳奇 凡夫俗子                                             | 表演者    | “Glory”- 塞尔玛游行                                  |
| Lady Gaga                                                     | 表演者    | “真善美”,“我最爱的事”,“雪绒花”和“翻过每座山”- 真善美 |

## 典禮資訊

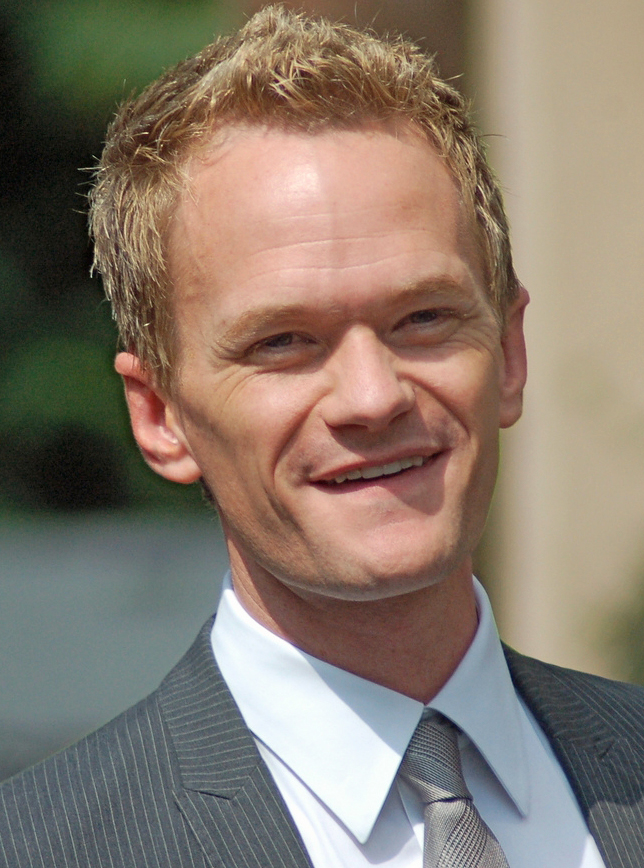
演员尼爾·柏德烈·夏里斯主持第87屆奧斯卡頒獎典禮

去年颁奖礼的收视率略有提升，评价总体上积极，于是学院连续第三年聘请尼尔·梅隆和克雷格·贾丹担任制片人，主席于2014年4月21日宣布了这一消息，并表示：“没有比克雷格和尼尔于2015年再次制作奥斯卡更让我们高兴的事了 。”艾伦·德杰尼勒斯去年主持典礼后，许多线上线下媒体报道学院曾“恳求”艾伦继续主持奥斯卡，但她由于对去年她主持的负面评价而谢绝了此事。然而，该消息被证实属谣传，学院和艾伦都有给出官方的说法。
众说纷纭之下，2014年10月15日梅隆和贾丹在一份新闻稿中宣布，喜剧演员尼尔·帕特里克·哈里斯将支持2015年的典礼。他们解释了为何决定让哈里斯担纲主持人：“我们很高兴尼尔主持奥斯卡，我们都知道他整个成年的生活，我们也目睹了一鸣惊人的他在电影、电视和舞台领域成为伟大的表演者。跟他合作做奥斯卡是场完美的风暴，他所有的学识和天赋将一同在全球化的舞台上呈现。”学院主席谢丽尔·布恩·埃萨克斯表示，“我们跟克雷格和尼尔同样地兴奋，欢迎有着令人难以置信的才华的尼尔·帕特里克·哈里斯到来，他是个完美的演员。尼尔的独特魅力和演技，让他成为信守传统的理想奥斯卡主持人，确保我们喜欢上另一个难忘的庆祝活动。”尼尔表示，受邀请主持奥斯卡是真正的荣耀和快感：“我从小就看奥斯卡，总是很敬畏曾主持这档节目的伟人们。能被请求去追随在主持方面有着巨大财富的约翰尼·卡森、比利·克里斯托、艾伦·德杰尼勒斯等人的脚步，遗愿清单终于实现。”
选择了哈里斯之后，另有两个人据报被学院请求担任主持工作，包括克里斯·洛克和茱莉亚·路易斯-德瑞弗斯，同时还表示哈里斯并不是学院的首选主持。然而，针对这些主张，梅隆和贾丹表示，“每一场奥斯卡的背后，总会讨论谁将会是一个主持。许多人都被讨论过，有时甚至会有浮动，不存在任何正式的名单。有时，这些随意的讨论需要用他们的一生来承担，有时会急于打破一个不清楚事实的故事。尼尔·帕特里克·哈里斯获得了学院的正式聘任。他无疑是奥斯卡的最佳选择，也将是完美的主持。”
其他人也参与了节目的转播和推广。荣获艾美奖的艺术总监德里克·麦克莱恩继续为节目设计新的布景和舞台布局。罗布·阿什福德担任典礼音乐类节目的编舞。连续第三年，查尼·泰坦在典礼中介绍“奥斯卡之队”。该团队由学院从全美高校中甄选的六名年轻电影系学生组成，他们给学院发送讲述“我收到过的最好的建议”的60秒创意视频参与比赛，在晚会上给颁奖嘉宾递送小金人。

### 提名电影票房表现
自2007年以来，最佳影片提名者均首次在提名未公布之前，未赚到1亿美元。八部提名电影的北美票房合共2.05亿美元，平均每部电影2600万美元。《鸟人》成为奥斯卡最佳影片奖过去四十年来票房第二低的电影，垫底的是《拆弹部队》。
八部最佳影片提名电影所赚票房均为跻身前十或前五十，而去年的最佳影片提名电影中，有4部电影的票房跻身前50。2015年1月15日提名公布当日，《布达佩斯大饭店》凭借5910万美元的国内票房收入，成为最佳影片提名电影中票房收入最高的电影。其次是4270万美元的《模仿游戏》、2660万美元的《鸟人》、2620万美元的《万物理论》、2430万美元的《年少时代》、1650万美元的《塞尔玛游行》、620万美元的《爆裂鼓手》和330万美元的《美国狙击手》。提名公布后，《美国狙击手》仅大范围上映一天，但提名公布后，该片在票房收入使之成为票房最高的最佳影片提名电影。
19部提名影片中有11部出现在2014年50大卖座电影榜单中。只有《超能陆战队》（第6位）、《消失的爱人》（第17位）和《魔法黑森林》（第27位）分别提名最佳動畫片、最佳女主角和最佳女配角。其他获得提名的50大电影有《银河护卫队》（第1位）、《美国队长：冬日战士》（第3位）、《乐高大电影》（第4位）、《沉睡魔咒》（第6位）、《霍比特人：五军之战》（第7位）、《X战警：逆转未来》（第8位）、《猩球崛起：黎明之战》（第10位）和《星际穿越》（第15位）。

### 提名爭議
以白人為主的奧斯卡金像名入圍名單一直以來飽受批評。《大西洋月刊》的大卫·西姆斯認為，講述馬丁·路德·金恩的傳記電影《塞尔玛游行》竟只入圍最佳影片獎，卻沒入圍最佳導演獎、最佳男主角獎以及最佳原創劇本獎，今年的入圍名單中20部作品全都是白人為主，這是繼1995年以來首次發生這種事情。《逐夢大道》導演艾娃·杜威納是非裔美國女性。
《衛報》專欄中更直指，入圍名單清一色白人當道，也論及「最佳導演、最佳編劇、最佳改編劇本，甚至是最佳原創歌曲的入圍者全部都是白人男性的事實」，並今年入圍名單除了最佳女主角獎與最佳女配角獎類別之外，先天上少了女性入圍者的地位。
学院主席谢丽尔·布恩·艾萨克斯回应关于缺乏多元化的批评时表示：“在过去的两年中，我们接纳新的成员和更具包容性的各届成员，比起以往成为更具多元化和包容性的组织的目标，又迈进了一大步。而且，就我个人而言，我想看到并期待着所有类别的提名者东西显出更大的文化多样性 。”她对奥斯卡是否因缺乏多样性感到尴尬的评论表现出克制，但表示对所有提名者感到骄傲。

### 《鸟人》原创配乐资格取消
2014年12月12日，美国电影艺术与科学学会公布了奥斯卡最佳原创音乐奖的初选名单，《鸟人》缺席。桑切斯在前一天收到评委会的注释，他们援引本届规则的第15条，觉得“事实上，电影还包含一个半小时的非配乐暗示（多为古典乐），在电影的众多关键时刻中出现得非常突出，因此评委会难以接受您的申请。”桑切斯决定和冈萨雷斯·伊纳里多及福克斯音乐副总裁发起上诉，致信学院音乐分部执行委员会主席查尔斯·福克斯，要求委员会重新考虑他们的决定。其中，他们澄清了桑切斯认为他是“脚踏实地”的，认为评委会错误计算古典音乐和原创音乐的比率。福克斯12月19日的回应却表示，音乐委员会举行了特别会议，成员们“非常尊重”配乐，认为它很“精湛”，认为古典音乐“也可以用作配乐”，“同样有利于电影的成效”，打击乐和古典乐共同创造了音乐在电影中的身份。最终，他们还是没有推翻自己的决定。桑切斯表示，他和冈萨雷斯·伊纳里多不满解释，并表示“甚至参与其中也不满意，没能在名单上，就是这么的令人失望。”

### 专业评价
节目获得媒体刊物的负面评价。《时代杂志》的詹姆斯·波尼沃兹认为“奥斯卡办得中规中矩”，表示“跟许多好莱坞电影一样，奥斯卡经常被委员会堆叠。感动的瞬间和繁琐的片段都很多，都很零碎。”

### 收视率
美国广播公司在美国的转播吸引3730万人全程收看，相比去年下降14%。下滑600万观众的原因估计为全美广播公司东部时间晚上8:30到11:46的时区调整。节目的尼尔森收视率较去年降低，有25%的家庭观看，收视率超过38%。此外，节目在18至49岁年龄段观众群获得了11%的收视率，超过该年龄段观众的29%份额。本届典礼是自2009年第81届奥斯卡金像奖以来观众最少的一届，当年的收视人数约为3630万。

## 纪念
本届的“致敬”环节由女演员梅丽尔·斯特里普呈现，背景音乐出自马文·哈姆利奇配乐作品《苏菲的抉择》 。结束时，歌手演唱电视剧《名声大噪》第二季插曲《我不能放手》。纪念人士如下：
- 米基·魯尼
- 保羅·莫索斯基（英语：Paul Mazursky）
- 吉奥菲·侯德（英语：Geoffrey Holder）
- 納迪亞·布朗森
- 詹姆斯·加纳
- 伊麗莎白·佩納（英语：Elizabeth Peña）
- 艾倫·赫希菲爾德（英语：Alan Hirschfield）
- 愛德華·赫爾曼（英语：Edward Herrmann）
- 馬婭·安傑盧
- 小洛伦佐·森普尔
- 喬治·L·利特爾（英语：George L. Little）
- 詹姆斯·瑞布霍恩
- 米纳罕·戈兰（英语：Menahem Golan）
- 詹姆斯·繁田（英语：James Shigeta）
- 安妮塔·艾格寶
- 安妮塔·埃克伯格（英语：Paul Apted）
- H·R·吉格尔
- 桑福德·E·莱辛巴赫（英语：Sanford E. Reisenbach）
- 马利克·本德杰鲁
- 維娜．麗絲
- 路易斯·喬丹（英语：Louis Jourdan）
- 戈登·威利斯（英语：Gordon Willis）
- 李察·艾登堡祿
- 奧斯瓦爾德·莫里斯
- 湯姆·羅爾夫（英语：Tom Rolf）
- L·M·基特卡森（英语：L. M. Kit Carson）
- 鲁比·迪伊
- 小塞繆爾·戈爾德溫（英语：Samuel Goldwyn, Jr.）
- 玛莎·海尔
- 安德魯·V·麥克勞倫（英语：Andrew V. McLaglen）
- 吉米·T·村上（英语：Jimmy T. Murakami）
- 羅賓·威廉斯
- 威廉·格里夫斯（英语：William Greaves）
- 約瑟夫·恩格尔（英语：Joseph Viskocil）
- 羅德·泰勒
- 斯圖爾特·斯特恩（英语：Stewart Stern）
- 露薏絲·蕾娜
- 迪克·史密斯（英语：Dick Smith (make-up artist)）
- 羅蘭·比歌
- 沃爾特·馬丁（英语：Walt Martin）
- 查爾斯·查普林（英语：Charles Champlin）
- 彭涅·杜邦
- 赫布·傑弗里斯（英语：Herb Jeffries）
- 米斯提·歐普瑪（英语：Misty Upham）
- 伊萊·沃勒克
- 加夫列尔·加西亚·马尔克斯
- 弗蘭克·雅布蘭斯（英语：Frank Yablans）
- 亞倫·雷奈
- 鲍勃·霍斯金斯
- 迈克·尼科尔斯

颇具争议的是，纪念环节并未提及2014年去世的琼·里弗斯。红地毯秀普及为好莱坞颁奖季的固定节目，很大程度上归功于里弗斯。然而，里弗斯连同其他未在电视上出现的名人，登上了奥斯卡官网的网络版纪念环节。同样，学院亦在典礼上遗漏了2014年5月30日逝世享年88岁的琼·洛林。洛林凭借1945年电影《黄粱梦》贝茜·怀特一角赢得最佳女配角，该片由贝蒂·戴维斯主演。